# Martín Barba
Martín González Barba, conosciuto come Martín Barba (Oaxaca de Juárez, 2 dicembre 1989), è un attore, modello e imprenditore messicano.

## Biografia
Ha studiato recitazione presso il Centro de Educación Artística (CEA) di Televisa a Città del Messico.

### Altre attività
Dal 2022 è proprietario di un'attività in proprio, un punto di ristoro chiamato ¡Carisma!.

## Vita privata
È apertamente gay e attivista per i diritti della comunità LGBT nell'ambiente artistico.

## Filmografia

### Cinema
- Cuatro lunas, regia di Sergio Tovar Velarde (2014)
- Los ocho (2014)
- Lo que sí salía bien, regia di Cristian Proa – cortometraggio (2014)
- Navidad en vivo, regia di Salvador Suárez Obregón (2022)

### Televisione
- Las tontas no van al cielo – serial TV (2008)
- Verano de amor – serial TV, 1 episodio (2009)
- Sortilegio – serial TV (2009)
- La rosa de Guadalupe – serie TV, 1 episodio (2010)
- Como dice el dicho – serie TV, 1 episodio (2011)
- Una familia con suerte – serial TV (2011)
- Último año – serial TV, 1 episodio (2011)
- La patrona – serial TV (2013)
- En otra piel – serial TV (2014)
- Señora Acero – serial TV, 18 episodi (2014-2015)
- Lana, fashion blogger (Yo quisiera) – serie TV (2015)
- Io sono Franky (Yo soy Franky) – serial TV, 160 episodi (2015-2016)
- Las malcriadas – serial TV (2017-2018)
- Club 57 – serial TV (2019-2021)
- Supertitlán – serie TV (2022)
- Guerra de vecinos – serie TV (2022)
- Pacto de silencio – serie TV (2023)
- Quebranto – serie TV, 6 episodi (2025)

## Videografia
- 2011 – Matteos - El tiempo no lo cambiará
- 2012 – Río Roma - Tu me cambiaste la vida

## Teatro
- Club 57 (2019)
- Smiley (2023-2024)

## Doppiatori italiani
Nelle versioni in italiano delle opere in cui ha recitato, Martín Barba è stato doppiato da:
- Matteo Liofredi in Io sono Franky[6] e Club 57[7]